# Belgische federale verkiezingen 2007/Kandidatenlijsten/CDH
Dit zijn de kandidatenlijsten van het cdH voor de Belgische federale verkiezingen van 2007. De verkozenen staan vetgedrukt.

## Brussel-Halle-Vilvoorde

### Effectieven
1. Joëlle Milquet
2. Benoît Cerexhe
3. Ahmed El Khannouss
4. Céline Fremault
5. Bertin Mampaka Mankamba
6. Chantal Woitrin Vinel
7. Halis Kökten
8. Fatima Moussaoui
9. Olivier Joris
10. Fatiha El Ikdimi
11. André du Bus de Warnaffe
12. Stéphane de Lobkowicz
13. Eric Degand
14. Laetitia Bergers
15. Yakup Urun
16. Véronique Lefrancq
17. Said El Hammoudi
18. Maryam Sebbahi
19. Izabelle Kesrewani
20. Dang Vy Nguyen
21. Joël Riguelle
22. Danielle Caron

### Opvolgers
1. Clotilde Nyssens
2. Georges Dallemagne
3. Catherine van Zeeland
4. Emmanuelle Halabi
5. Jeanne Nyanga-Lumbala
6. Roger Mertens
7. Geneviève Oldenhove
8. Brahim El Ayadi
9. Damien Carly
10. Gauthier van Outryve d'Ydewalle
11. Julie de Groote
12. Hervé Doyen

## Henegouwen

### Effectieven
1. Catherine Fonck
2. Christian Brotcorne
3. Véronique Salvi
4. Fabienne Manandise
5. Jean-Paul Procureur
6. Delphine Deneufbourg
7. Idès Cauchie
8. Anne-Catherine Roobaert
9. Mathilde Vandorpe
10. Barbara Osselaer
11. Lise Amorison
12. Denis Danvoye
13. Jean-Jacques Vandenbroucke
14. Nese Açikgöz
15. Cindy Beriot
16. Oger Brassart
17. Laurent Drousie
18. Carlo Di Antonio
19. Jean-Jacques Viseur

### Opvolgers
1. Véronique Salvi
2. David Lavaux
3. Hélène Couplet-Clément
4. Giuseppe Maggiordomo
5. Savine Moucheron
6. Cécile Dascotte
7. Caroline Charpentier
8. Benoît De Ghorain
9. Mohamed Fekrioui
10. Philippe Wautelet
11. Damien Yzerbyt

## Luik

### Effectieven
1. Melchior Wathelet
2. Marie-Dominique Simonet
3. Benoit Drèze
4. Patricia Creutz-Vilvoye
5. Trang Nguyen
6. Jean-Paul Bastin
7. Pascal Arimont
8. Frédérique Kersten
9. Abdelkader Boushaba
10. Christine Servais
11. Serge Ernst
12. Mélanie Goffin
13. Laurence Melin-Magotte
14. Michel Firket
15. Louis Smal

### Opvolgers
1. Joseph George
2. Marie-Martine Schyns
3. Valérie Hiance
4. Herbert Grommes
5. Marie-Claire Binet
6. Nuray Saglam
7. Nicole Musuwa-Mwadi
8. Marc Elsen
9. Michel de Lamotte

## Luxemburg

### Effectieven
1. Josy Arens
2. Thérèse Mahy
3. Véronique Balthazard
4. Benoît Lutgen

### Opvolgers
1. Isabelle Poncelet
2. Jean-François Piérard
3. Vinciane Migeaux-Gigi
4. Anne-Marie Biren-Klein
5. Dimitri Fourny
6. Elie Deblire

## Namen

### Effectieven
1. Maxime Prévot
2. Christine Botton-Mailleux
3. Benoît Dispa
4. Dominique Tallier
5. Françoise Sarto-Piette
6. Stéphane Lasseaux

### Opvolgers
1. Jean-Claude Nihoul
2. Isabelle Tasiaux-De Neys
3. Luc Zabus
4. Virginie Davreux-Sion
5. Laurence Thys-Taton
6. Michel Lebrun

## Waals-Brabant

### Effectieven
1. André Antoine
2. Evelyne Stinglhamber-Vanpée
3. Benoît Thoreau
4. Monique Misenga-Banyingela
5. Benoît Langendries

### Opvolgers
1. Brigitte Wiaux
2. Philippe Matthis
3. Vincent Girboux
4. Muriel Koch
5. Thérèse De Baets-Ferrière
6. Olivier Vanham

## Senaat

### Effectieven
1. Francis Delpérée
2. Anne Delvaux
3. Sylvie Roberti
4. Hamza Fassi-Fihri
5. Isabelle Moinnet-Joiret
6. Dominique Weerts
7. Lydia Mutyebele Ngoi
8. Dominique Drion
9. Bahtisen Yarol
10. Mathieu Grosch
11. Simone Felix-De Gendt
12. Yves De Greef
13. Solange Mesdagh
14. René Collin
15. Raymond Langendries

### Opvolgers
1. Vanessa Matz
2. Antoine Tanzilli
3. Rodolphe Sagehomme
4. Claudine Coolsaet
5. Antoine Rasneur
6. Christine de Pret-du Bois d'Aische
7. Bénédicte Depoorter-Jacques de Dixmude
8. Arlette Crapez-Nisot
9. Pierre Tasiaux